# يوسف النصف
يوسف محمد النصف (1940 - 11 فبراير 2025) وزير الشؤون الاجتماعية والعمل الكويتي السابق مُنذ عام 3 مارس 1985 حتى 14 مارس 1985.

## السيرة الشخصية
ولد في الكويت عام 1940 وتلقى تعليمه بالمدرسة الأحمدية ثم انتقل إلى المدرسة الشرقية، وبعد أن أتم دراسته الثانوية اتجه إلى الجامعة وتخرج، وبعد التخرج انخرط بالعمل السياسي فأختير وزيرًا للشؤون الاجتماعية والعمل في الحكومة الثانية عشر عام 1985 والثالثة عشر 1986، الا انه تقدم بكتاب استقالة من المنصب الوزاري والتي اعتبرها الكويتيون من أشهر الإستقالات التي تمت في الكويت ولا تزال إلى اليوم يستشهد فيها كشاهد على آلية النقاش والعمل في مجلس الوزراء في الكويت حيث لم يستمر النصف في منصبه سوى 21 يوما رسميًا في حين انه استمر في عمله فعليًا ثمانية أيام فقط ولم يحضر سوى جلستين من جلسات مجلس الوزراء، وبعد استقالته من العمل الوزراي اتجه إلى العمل التجاري الخاص.

## مناصبه وعضوياته
- عضو مجلس إدارة شركة الاستثمار الكويتية من 1968 وحتى عام 1974.
- عضو في مجلس التخطيط من العام 1971 وحتى 1975.
- عضوا في مجلس إدارة بنك الكويت المركزي.
- رئيس مجلس إدارة شركة السكب الكويتية لمدة ثماني سنوات.
- عضو في مجلس إدارة شركة عقارات الكويت.
- عضو في بيت الزكاة الكويتي.
- عضو المجلس الأعلى للإسكان.
- أحد مؤسسي جريدة القبس الكويتية وتولى رئاسة مجلس إدارتها. [3]